# 芒果MCN
芒果MCN是湖南广播电视台旗下MCN平台，由湖南广播电视台娱乐频道于2018年10月成立，前身为湖南娱乐MCN，旗下拥有Drama TV、Show TV、芒果引擎、New 4四条业务形态。

## 历史与沿革
2018年7月，湖南娱乐频道服从快乐购资产重组大局，将原有的一体化运营公司芒果娱乐整体剥离，独立运作原有的传统电视业务。同年10月，湖南娱乐频道正式进军短视频领域，开始孵化MCN机构Drama TV，并布局入驻抖音、快手、微视、头条号、百家号、淘宝直播等全网平台，打造母婴、美妆、美食、娱乐、竖屏剧等内容赛道。截至2019年8月底，Drama TV在抖音和快手两大主要短视频平台的粉丝数超过9000万，单条短视频播放量最高超过8000万，签约短视频达人120余位，并成功打造了“张丹丹的育儿经”、“叨叨酱紫”、“维密也小曼”、“逆转时光酒吧”、“一个大金意”、“张之助竟然”、“丸糯本丸”等多个垂直领域的头部短视频IP，构建起强大的传播矩阵。
2019年5月6日，湖南娱乐频道正式组建新的一体化运营公司——湖南创新娱乐传媒有限公司，并于6月28日湖南娱乐频道20周年台庆晚会宣告成立。
自2019年第三季度起，湖南娱乐频道开始向综合性MCN机构转型。通过复制Drama TV的成功业态，构建起更多与之平行的MCN机构，最终形成垂直媒体矩阵，实现全网资源共享。同时，湖南娱乐频道还提出“MCN全国裂变矩阵”概念，并于2019年9月29日发起成立全国广电MCN同盟会。
2020年9月，湖南娱乐MCN宣布已形成比较完整的产业链，新媒体收入超过传统电视广告板块，并获得多个行业奖项。同年12月16日，湖南娱乐MCN模式被国家广播电视总局评选为2020年全国广播电视媒体融合典型案例。
2021年1月，湖南娱乐MCN品牌升级，正式更名为“芒果MCN”。同年10月18日，推出自主研发的aPaaS平台“万灿”，通过推动市场MCN建设,助力MCN行业连接共生,构建共赢生态。

## 主营业务
- Drama TV（短视频媒体MCN）
- Show TV（直播电商MCN）
- 芒果引擎（内容电商MCN）
- New 4（品牌营销MCN）
- 芒果岭 （节目内容制作）
- 小湖娱乐（娱乐营销号）
- 弗兰TV（负责娱乐频道电视节目内容制作，本土生活MCN）

## 芒果MCN达人
- 丸糯本丸（王诺）
- 张之助竟然（张钰宗）
- 辣妈维尼（张晓婵）
- 马可
- 隔壁丢姐（刘梦娜）
- 潘大甜啊（潘欣懿）
- 种草少女天意 （吕天意）

## 湖南娱乐频道节目

### 现存
- 娱乐急先锋
- 321动起来
- 我是大赢家
- 星姐选举（逢年第四季度举行）
- 知书答理
- 幸福花儿开
- 我是大赢家-掼军来了

### 已停播
- 嫁给我吧
- 无V不至
- 爱厨房（原名：单身厨房）[註 1]
- 好女人[註 1]
- 职场大明星[註 1]
- 为TA而唱
- 绘声绘色
- 艺术玩家
- 劲辣喜报
- 老爸老妈看我的[註 2]
- 百姓春晚[註 3]
- 美动亚洲（中韩合作）
- 欲望都市
- 生活甜甜卷
- 好奇大调查
- 健康星生活
- 无敌1号[註 4]
- OMG玩美咖
- 完美声音[註 5]
- 志在必得
- 完美拍档
- 芒果超级家
- VV女人帮

## 湖南娱乐频道主持人
| 男 - 柯豆 - 康迪亚 - 高浩森（图图） - 洪昊翔 | 女 - 晏維 - 蒋林伶 - 潘潘 - 谢绿路 - 何文倩 - 李佳（佳宝） - 周薇 |